# Villarepos
Villarepos (tên tiếng Đức: Ruppertswil) là một đô thị trong huyện See thuộc bang Fribourg ở Thụy Sĩ.